# Augiades
Augiades este un gen de fluturi din familia Hesperiidae. 